# Umajirushi

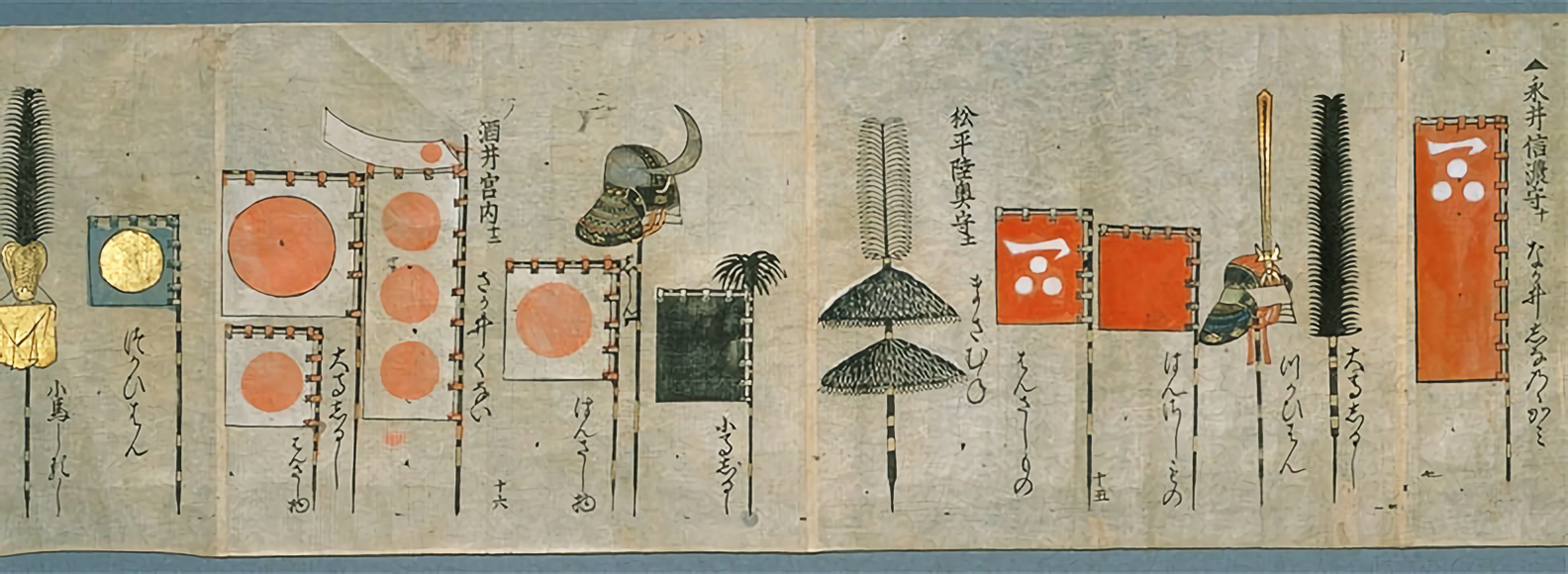
Varietà di disegni Uma-Jirushi del libro O Uma Jirushi.

L'umajirushi (馬印?, umajirushi, insegna del cavallo) erano le bandiere usate nel Giappone feudale che identificavano i daimyō o comandanti militari sui campi di battaglia. Divennero particolarmente importanti durante il periodo Sengoku. Molte erano solo grandi bandiere, non così differenti dai sashimono o gli hatajirushi, ma altre avevano forme tridimensionali, come aquiloni, forme a campana, gong, ombrelli, o fiumi.
Furono classificati in ōumajirushi e koumajirushi, i primi più grandi e i secondi piccoli. I daimyo più poveri ne avevano appena uno (spesso un koumajirushi), mentre i daimyo più ricchi ne avevano di entrambi i tipi. Il 1645, lo shogunato Tokugawa li formalizzò.
Gli ōumajirushi erano i nuclei dell'azione sui campi di battaglia, e anche se da un lato aiutava l'organizzazione e moralizzava le truppe amiche, attirava l'attenzione dei guerrieri nemici. Il portatore dell'umajirushi, là, era spesso colui che rischiava di più sul campo. Gli ōumajirushi a volte erano tenuti in sacche di cuoio attaccate alla cintura del portatore; quelli molto grandi spesso erano saldamente legati ad una struttura sulla schiena del guerriero. Il portatore era provvisto di corde per assicurarlo meglio nel caso avesse dovuto correre o ci fosse stato vento.
Nel 1650, un monaco chiamato Kyūan scrisse un testo, "O Uma Jirushi", una rassegna integrale illustrata dell'araldica dell'epoca. Il testo descrive l'araldica di tantissime, se non tutte le maggiori famiglie di samurai del periodo Sengoku. Il testo esiste ancora ed è considerato un'importante fonte di informazioni araldiche su questo periodo del Giappone.